# 末阿达
末阿达，又作阿驮，摩尼教创建者摩尼的十二使徒之一，早期教会的传道者，生卒年不详。
受摩尼派遣，时任主教的末阿达进入罗马帝国传播摩尼教信仰。与他同行的还有使徒帕提格（Pattīg）和加布里亚布（Gabryab）。帕提格一年后回到了在美索不达米亚的摩尼身边，摩尼又派三个书记员带着《生命福音》和其他两部经书到末阿达那里。末阿达继续了帕提格的使命，继续在罗马帝国境内传教。他建立了许多修道院，挑选了许多选民与听者，写了一些论集，以智慧为武器与其他宗教的信徒辩论。他在亞歷山卓使许多人改宗摩尼教，在那里展示奇迹。末阿达在帕尔米拉治好了纳菲莎（Nafšā）的病，使她以及她的姐妹及家人，王后塔迪（Tadī）和其夫帕尔米拉城主塞普蒂米乌斯（Septimius）都皈依了摩尼教。
对于末阿达在罗马帝国活动的时间尚不确定。有学者认为大约在公元244年到261-262年之间。也有人认为大约在公元241年。
末阿达在东方摩尼教会中提及不多，但亦居重要位置。敦煌文书中《摩尼教残经》即以末阿达向摩尼提问世界起源开篇。

## 研究书目
- See also Hegemonius, Acta Archelai, ed. C. H. Beeson, Leipzig, 1906, pp. 5.5, 22.4, 93.16.

- P. Alfaric, Les écritures manichéennes, Paris, 1918, pp. 104-05.

- R. Jolivet and M. Jourjon, eds., Oeuvres de Saint Augustin 17: Six traités manichéennes, Paris, 1961, pp. 203-05

- O. Klima, Manis Zeit und Leben, Prague, 1962, pp. 498-99.

- J. P. Asmussen, Xuāstvānīft, Copenhagen, 1965, p. 21.

- W. Sundermann, Mitteliranische manichäische Texte kirchengeschichtlichen Inhalts, Berliner Turfantexte XI, Berlin, 1981, pp. 25ff., 34ff.